# Лань
Лань або лань європейська (Dama dama) — вид тварин з родини оленевих, поширений у Європі та на Близькому Сході. Зустрічається в Україні, є інтродукованою твариною. Месопотамську лань одні вчені вважають підвидом європейської, а інші окремим видом і, відповідно, називають Dama dama mesopotamica чи Dama mesopotamica.

## Зовнішній вигляд та будова тіла

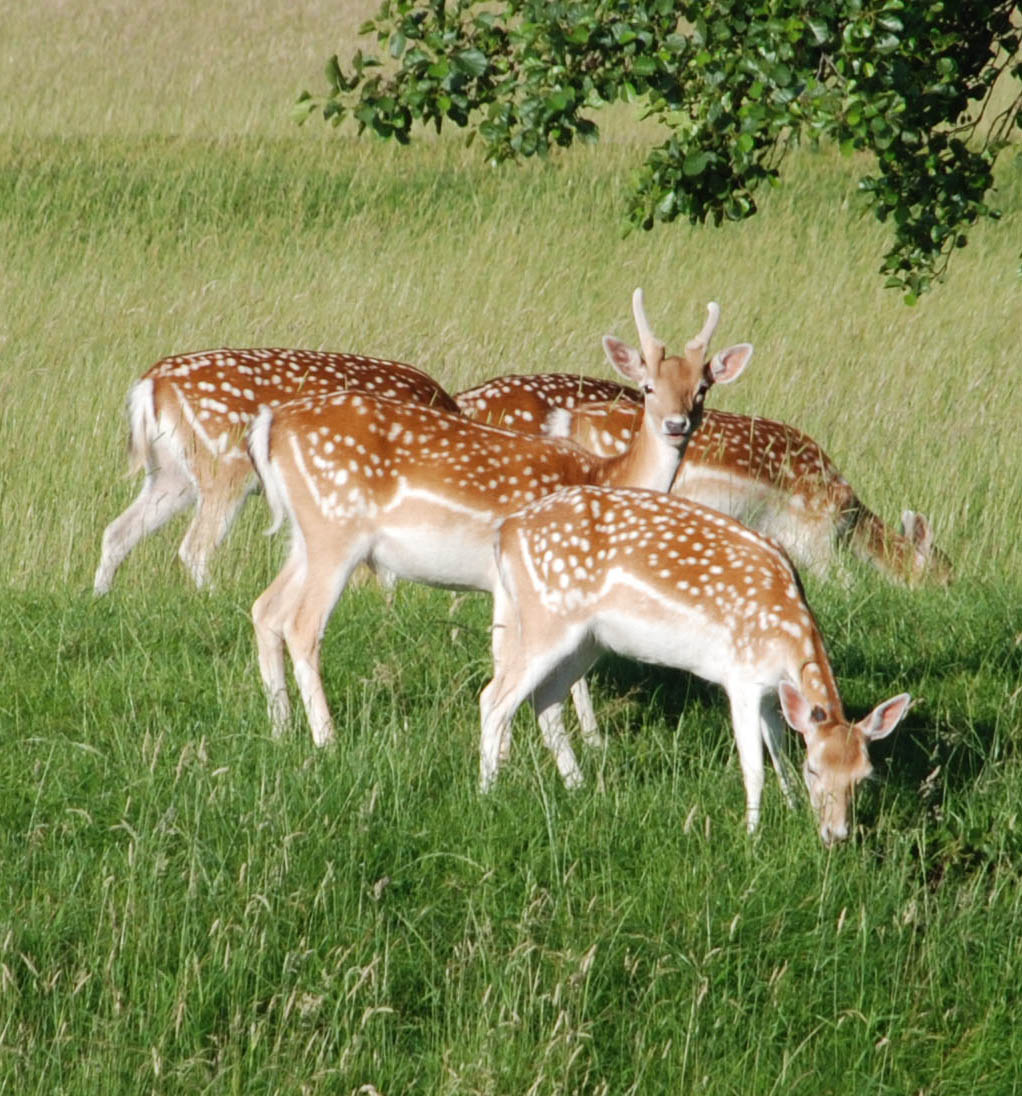
Молоді самці (до двох років)

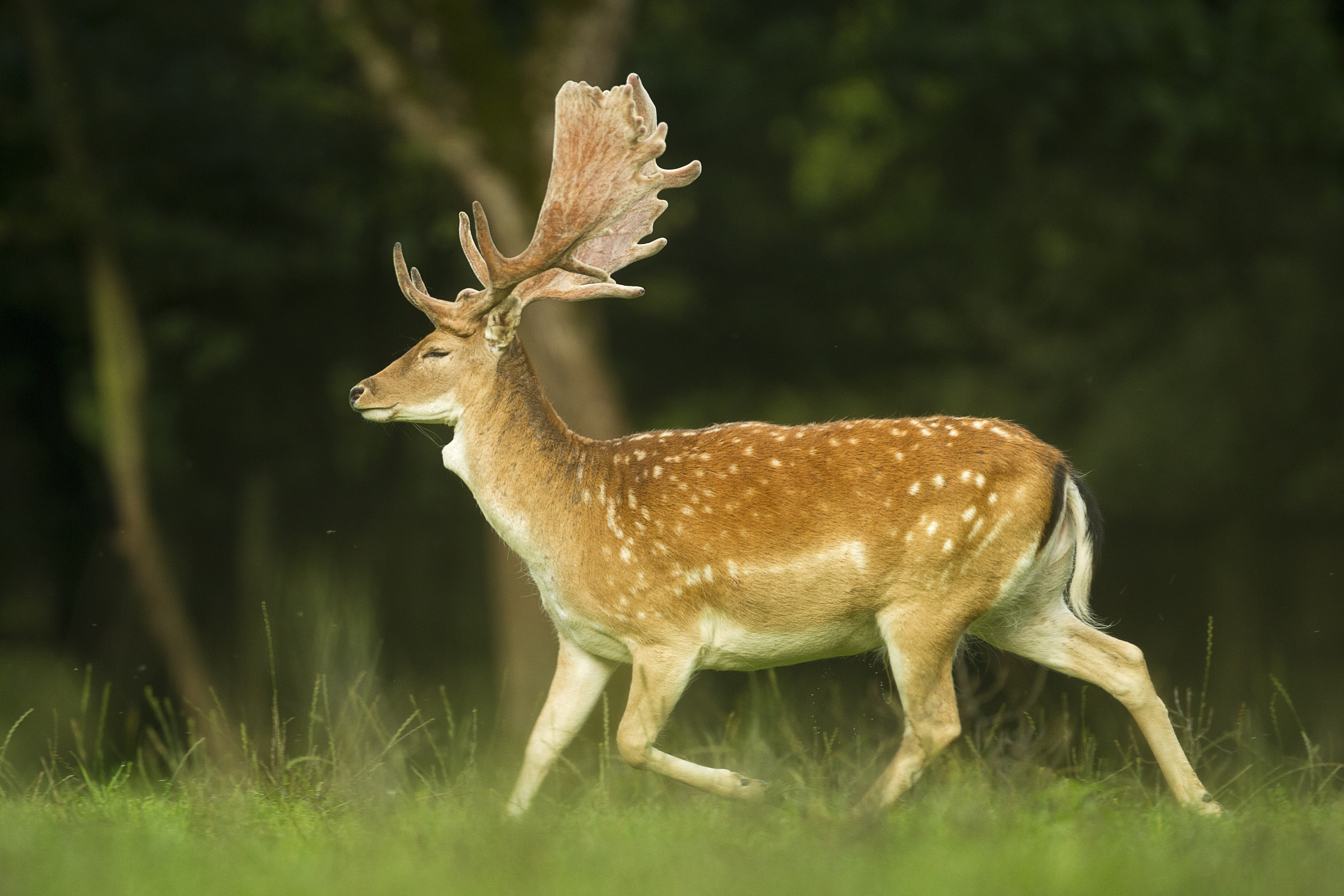

Лань — це тварина середнього розміру з довжиною тіла 130—200 см, в середньому близько 140. Висота в холці — 85—110 см, але зазвичай до метра. Цікаво, що зріст в районі тазу дещо більший за зріст у холці. Маса лані — 45—150 кг, в середньому близько 100 кілограмів. Лань має хвоста 15—24 см завдовжки. Самки в середньому дещо менші самців.
Голова широка в лобі, різко звужується до носа. Довжина черепа коливається в межах 245—290 міліметрів.
Зубна формула: і 0/3: с 0/1; рт 3/3; т 3/3 — всього 32 зуби. Верхніх іклів лань не має, нижні різці та ікла асиметричні й різного розміру, мають велику сплющену коронку. Зовнішня частина коронки середніх зубів помітно масивніша за внутрішню, а на усіх інших зубах коронка так чи інакше відігнута назовні. Задні щічні зуби широкі, з низькою коронкою.
Вуха довгі з загостреними кінчиками. Очі великі, темно-карі дуже виразні. Шия пропорційна і має довжину приблизно в третину довжини тулуба.
Роги в самців біля основи круглі чи овальні в перерізі, але поступово сплющуються до кінчиків і врешті набувають характерної лопатоподібної форми з 7—9 невеликими відростками. У цілому роги в самців лані гарні та пропорційні.
Забарвлення спини та боків лані рудувато-буре, причому зверху темніше ніж знизу. На хребті темна поздовжня смуга. Черево і внутрішні боки ніг, облямований чорним зад в ділянці хвоста — білі з жовтуватим відтінком. Сам хвіст білий з чорною поздовжньою смугою. Спина, боки та круп тварини вкриті світлими овальними плямами. Забарвлення ланей влітку помітно яскравіше ніж взимку. Якщо взимку плями ледь помітні, то влітку яскраві білі плями утворюють переривчасті поздовжні смуги. Самці та самки забарвлені практично однаково.
Забарвлення в ланей наймінливіше серед усіх оленів. Трапляються особини як чисто білого кольору — альбіноси, так і чорні — меланісти, а також усі перехідні типи між цими двома крайніми типами.
Хутро лані складається з підшерстку, ості та нечастих напрямних волосин. На шиї вздовж хребта від холки до рогів волосся спрямоване уперед і утворює коротеньку гриву.
На верхній губі та підборідді в ланей ростуть добре розвинуть вібриси. Над очима жорстке волосся утворює брови 8—10 сантиметрів завдовжки. Позаду характерною ознакою ланей є пучок довгого волосся біля статевих органів.
Линяють лані в травні—червні та вересні—жовтні.

## Розмноження та розвиток
Гін у ланей відбувається восени на 2—3 тижні пізніше ніж в оленів. Час гону залежить від місцевості, в Україні він відбувається у жовтні — листопаді. Перед гоном самці на осінніх харчах сильно жиріють, накопичуючи сало та лій в череві та задній частині спини. Під час самого гону в них потовщується шия, набухають брови, червоніє слизова оболонка очей, від них йде специфічний запах через що м'ясо самців лані стає тимчасово непридатним у їжу. Під час гону бики їдять мало, живучи більше на жирових запасах, сильно худнуть, втрачають пильність. Самиці ж під час гону масу не втрачають, а їх м'ясо не псується.
Зазвичай лані дуже мирні тварини, але під час гону самці дуже збуджені, ревуть, копають ями в землі, брьохаються в багні спеціально зроблених ними копанок. У цей час лані обох статей хрипло хоркають. Самці б'ються між собою за самок, ті ж окрім голосу ніяких інших ознак збудження під час гону не проявляють. Під час боїв програють зазвичай молоді трьох-чотирьохрічні самці. Серйозні травми внаслідок турнірних боїв трапляються зрідка — найчастіше самці ламають роги. Переможний самець гуртує навколо себе гарем з кількох самиць, втім стереже їх не так пильно, як благородний олень. За час гону успішний самець запліднює 5—7, рідше десяток чи більше самиць. Основні місця гону не змінюються з року в рік.
У другій половині травня — червні самиця після 30—33 тижнів вагітності народжує одне, рідше двоє телят. Статеве дозрівання настає на другому році життя, але перший раз самицю можуть покрити як на другий, так і на третій рік життя. У природі лань живе до 20, а в неволі до 33 років.
Новонароджене маля важить до 3 кг і вже має три пари молочних різців і одну пару очних зубів (іклів). Лактація триває 3—4 місяці. Рослинну їжу починає брати в місячному віці. Молочні передкутні зуби виростають у 2—3 місяці, перший постійний кутній зуб — в 4—6, другий — в 12—14 і третій — в 18—22 місяці після народження. Зміна молочних передкутніх на постійні зуби відбувається упродовж 24—29 місяців життя, після чого формування постійних зубів завершується.
У молодого самця перші роги, у вигляді шпильок і без розеток, починають рости вже взимку першого року життя. У віці 14 місяців, в серпні, очищає роги від шкіри, а скидає їх в червні, у 2-х річному віці, тобто на третьому календарному році життя. Другі роги вже мають розетку й можуть бути зрідка у вигляді шпильок або в нормі з 3—4 пасинками та зачатками лопати. Другі й наступні роги скидає в травні, а старі бики навіть наприкінці квітня, а нові — очищає в серпні — вересні. Дорослий самець має лопатоподібні роги з численними зубоподібними виростами по верху. Максимального розвитку лопати досягають у самця віком 8—11 років і приблизно вік тварин можна визначити за їх силуетом.
З іншими видами оленів, навіть близькоспорідненими, лань не дає плодючого потомства.

## Спосіб життя

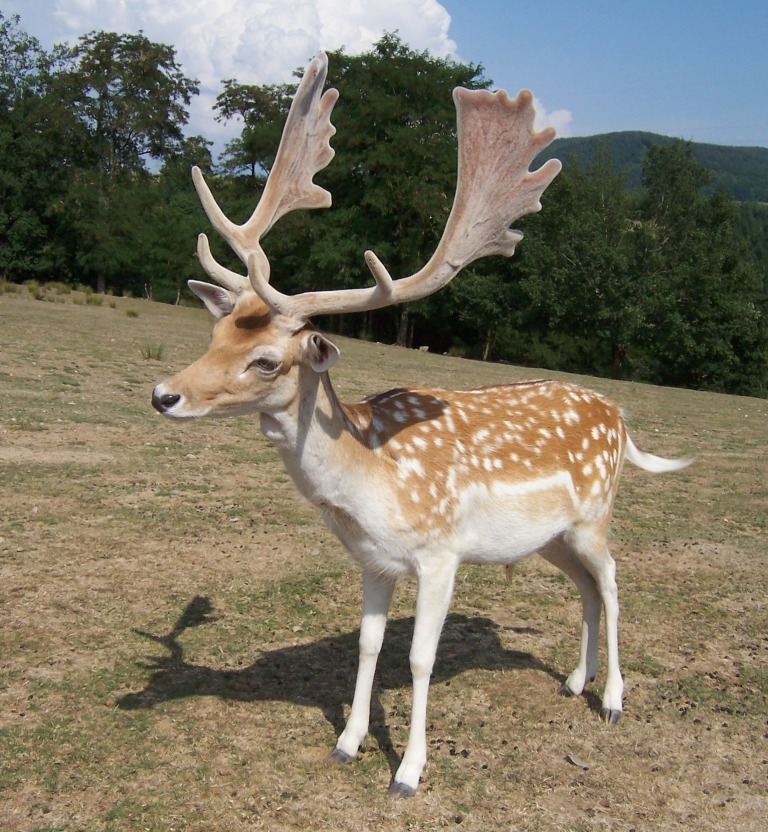
Роги виростають тільки у самців

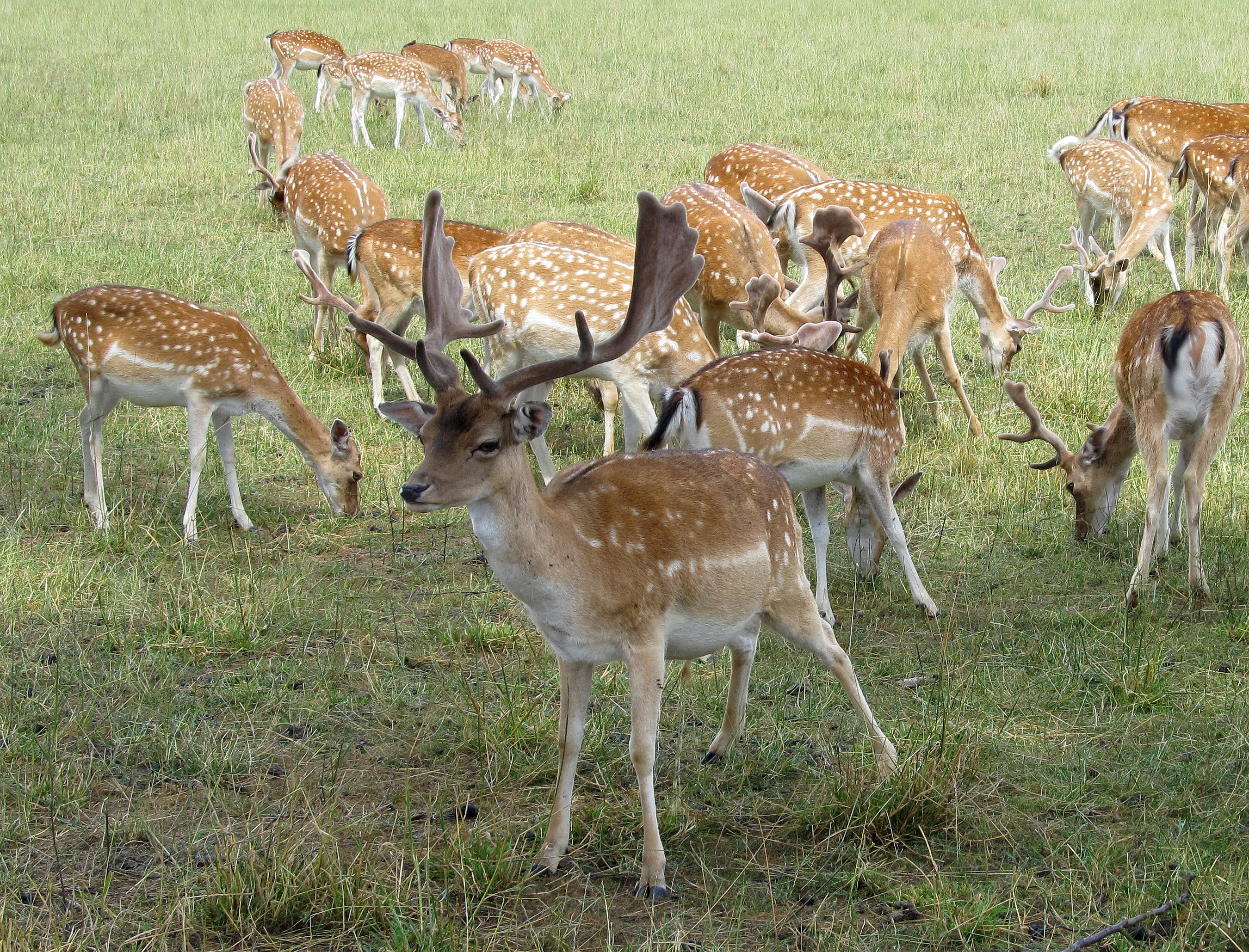
Стадо ланей

Живе лань в групах, які формуються за статтю — в одних самці, в інших самиці та молодняк. Влітку тварини зазвичай тримаються маленькими групками чи навіть поодинці, восени збираються у більші стада. Взимку часом утворюються великі, до 80 голів, часом навіть змішані групи, але усе ж таки як правило самці та самки ходять окремо.
До їжі лань невибаглива і харчується найрізноманітнішим рослинним кормом. Зокрема влітку харчується переважно травою — різними злаками, осокою, бобовими, зонтичними. Травою лань годується на галявинах, луках, вирубках, виходить на сільськогосподарські угіддя. Навесні помітну частину раціону складають молоді пагони дерев та кущів, а восени охоче їсть гриби, плоди, букові горішки, жолуді, лісові яблука, груші. Взимку в основному харчується гілками дерев та чагарників, часом об'їдає кору з дерев, але значно менше ніж благородний олень і не завдає лісам такої шкоди. Там де ланей розводять зумисне для них часом спеціально закладають поля з кормовими культурами — конюшиною, викою, люпином тощо.
Враховуючи раціон лань надає перевагу так званим парковим ландшафтам — де змішані ліси та відкриті ділянки полів та луків, багато кущів та молодих дерев. Однак лані можуть жити і в суцільних широколистяних лісах і в сосняках, на пагорбах чи навпаки у вологих низових лісах.
Влітку лані пасуться переважно зранку та звечора, а вдень ховаються від спеки та комах в тінистих місцях та чагарниках, поблизу річок, струмків, озер. У хмарні дні пасуться і вдень. На водопій лані ходять до одних і тих самих місцин одними й тим самим шляхом витоптуючи стежки, часом досить глибокі.
Як й інші травоїдні лань потребує додаткового джерела солей, тому радо відвідує природні чи штучні солонці, де лиже або навіть їсть ґрунт. Як правило на солонці лані приходять після дощу.
На противагу більшості оленям лань не кочова тварина і в нормі пересувається лише на невеликі відстані в межах досить невеликої території.
Лань легко утримується в парках, вольєрах чи в інших напіввільних умовах. Тварини легко звикають до людей, годівниць, легко підманюються, беруть корми з рук тощо.
У цілому лань поступається силою та швидкістю благородному оленю, але це спритна тварина, що добре стрибає і може долати перепони до двох метрів заввишки. Втікаючи лані пересуваються стрибками, при цьому розпушуючи хвоста та білу шерсть на заду аби не погубити одна одну. Лані не люблять заходити у воду, але плавають добре.
Природними ворогами лані є вовки, рисі, ведмеді. Дитинчатам лані також загрожують лисиці, кабани, хижі птахи, такі як орли чи круки.

## Поширення

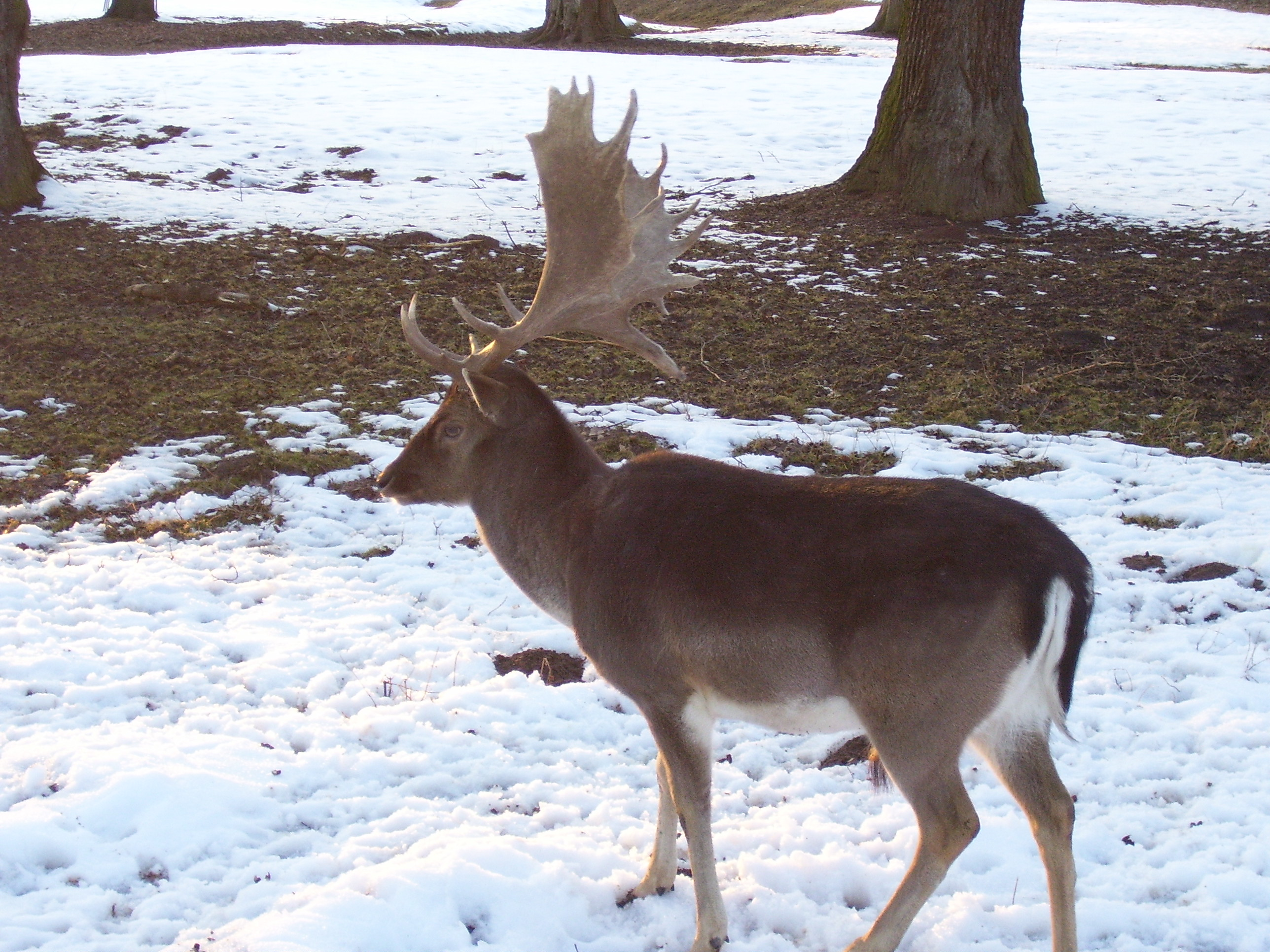
Самець з рогами-лопатами і зимовим забарвленням вовни

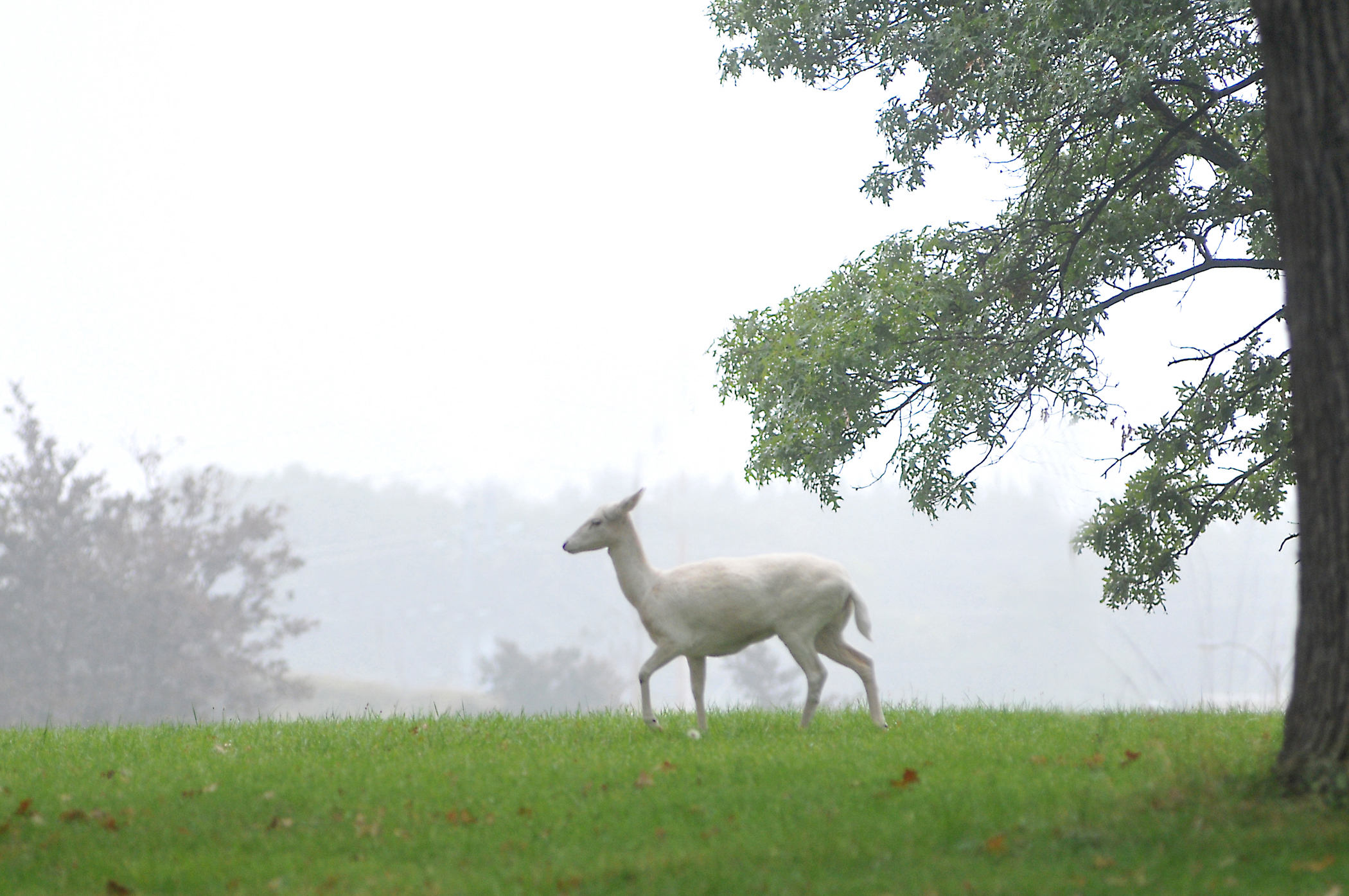
Біла лань поруч з Аргонською Національною Лабораторією в Вестмонті, Іллінойс, США

Щодо природного ареалу лані, то тут існують різні думки. В усіх джерелах вказуються країни Південної Європи, що прилягають до Середземного моря та Мала Азія. Однак нерідко можна зустріти й описи ширшого ареалу, що включає Сирію, Ліван, Ірак, Закавказзя, північно-західну Африку, Єгипет. Центральну та Східну Європу зазвичай не включають до природного ареалу лані, однак ще в плейстоцені у Центральній Європі жили лані в усьому подібні до сучасних, а зображення цих тварин є на скіфських речах з причорноморських степів. Відомо, що в багатьох країнах лань, як дуже ефектну та гарну для полювання тварину інтродукували, ще в середні віки. З іншого боку майже усі дикі популяції було винищено і сучасні європейські лані в абсолютній більшості — нащадки інтродукованих малоазійських тварин.
Зараз лань інтродукована не лише на територіях колишнього ареалу чи суміжних землях, але й далеко за їх межами, наприклад в Північній та Південній Америках, Австралії, Новій Зеландії. Водночас у багатьох частинах свого традиційного ареалу розповсюдження, лань стала дуже рідкісною твариною. В XIX столітті вона зникла з Північної Африки, близько 1900 року її не стало в континентальній частині Греції, а в 1950-х в Сардинії. В азійській частині її ареалу вона теж майже зникла. Про можливу присутність лані в Ефіопії говорять лише кілька художніх реліктів.
В Україні лань розводиться у Вінницькій, Київській, Миколаївській, Тернопільській, Херсонській та деяких інших областях. Наприкінці 80-х на початку 90-х років XX століття в Україні було біля півтисячі ланей, наприкінці 90-х вже біля тисячі, а станом на 2007 рік їх чисельність зросла до понад 3 тисяч голів.

## Галерея

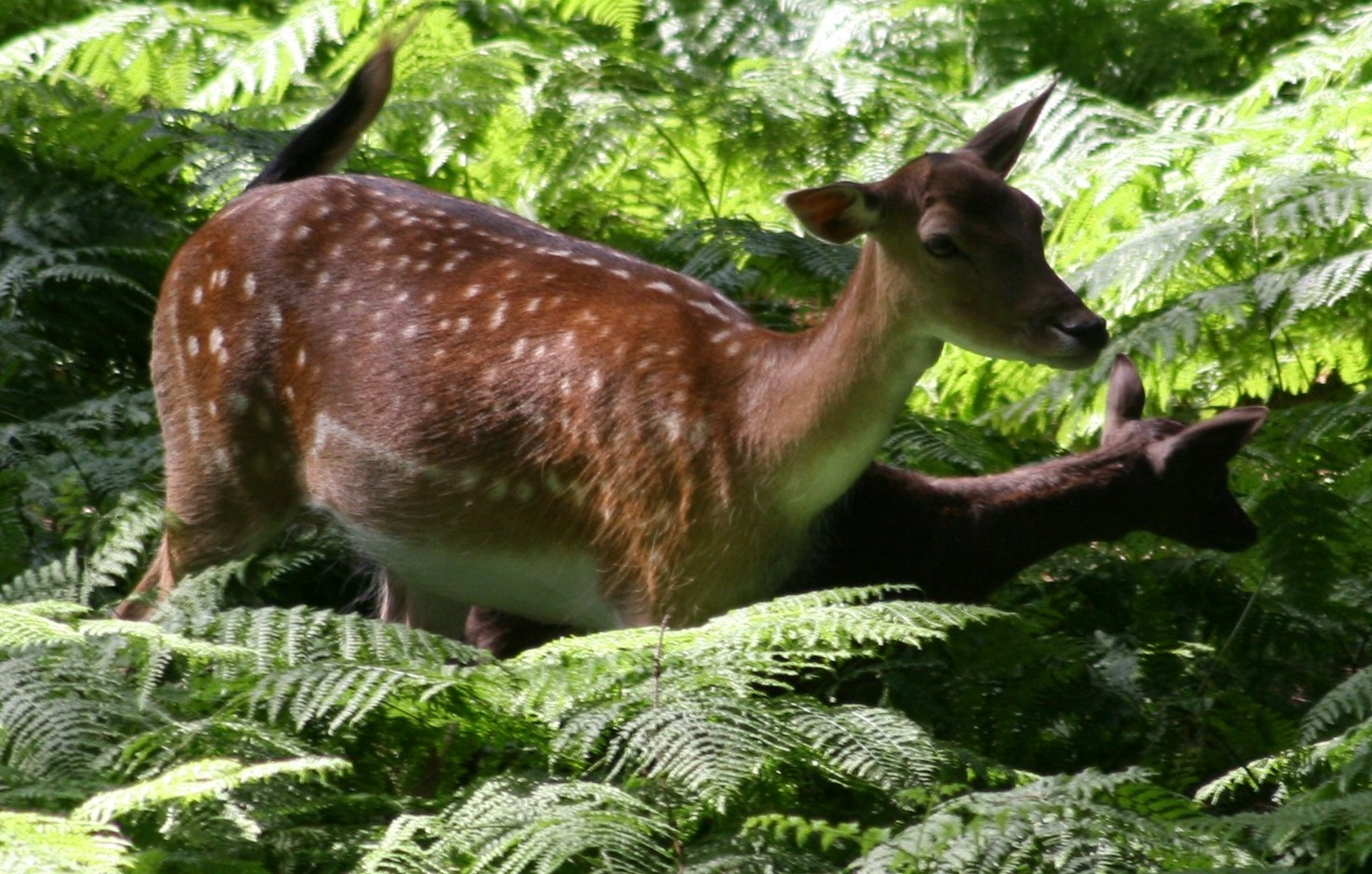
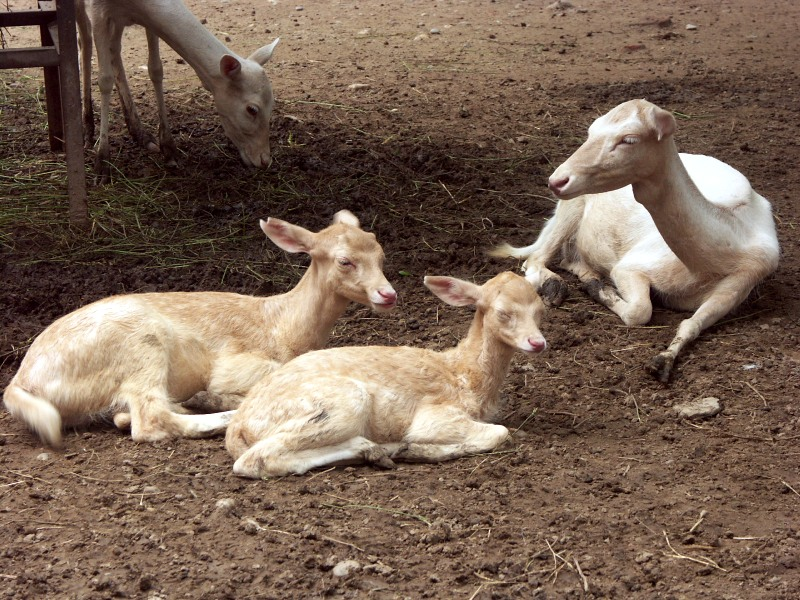
Білі лані-не альбіноси в Пекінському зоопарку
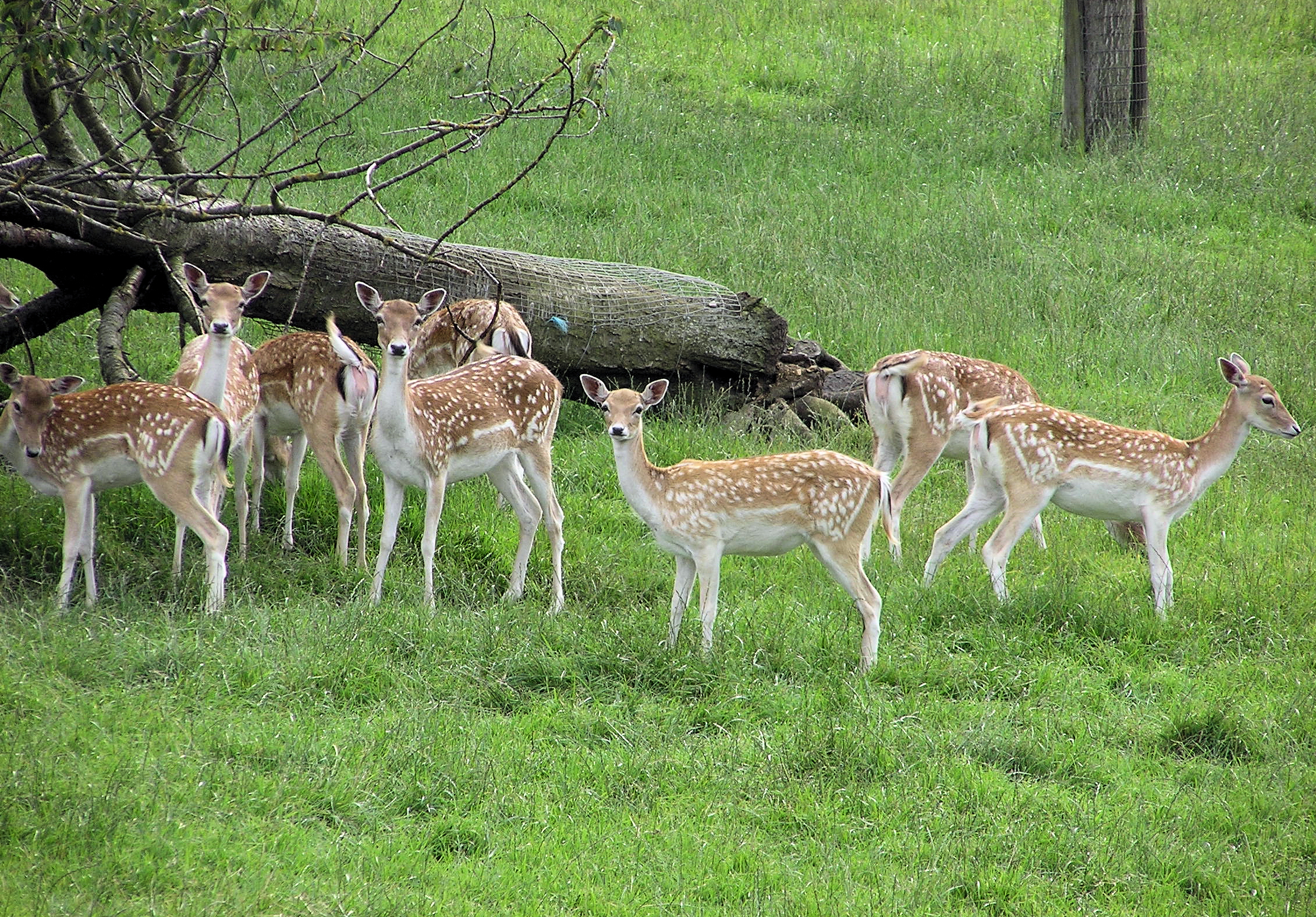
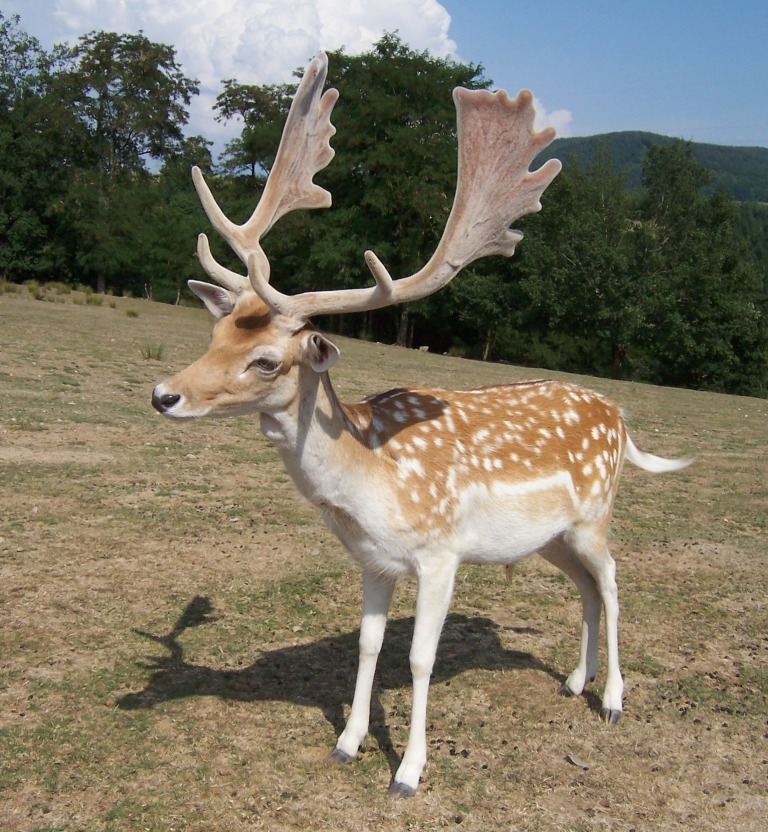
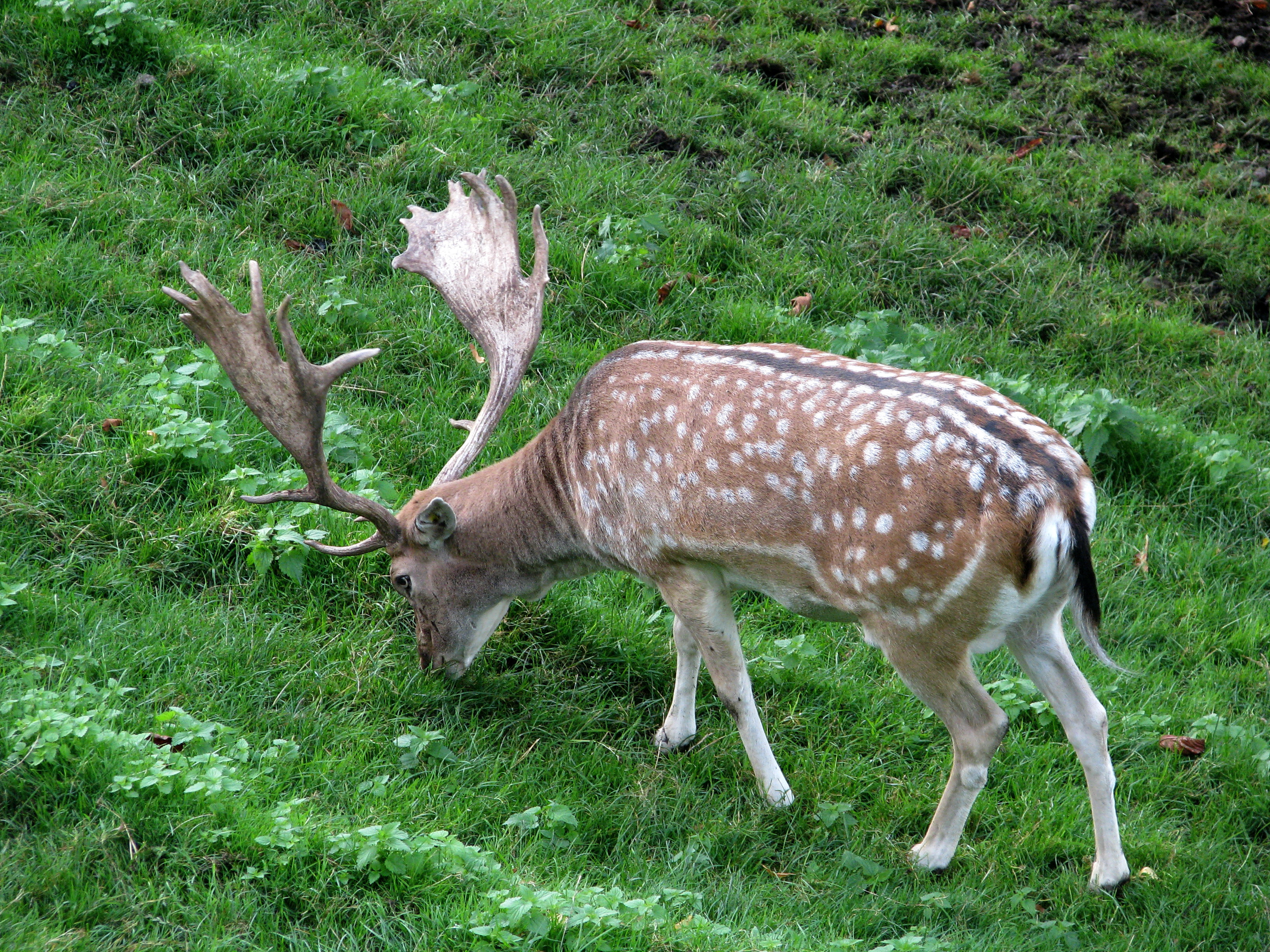
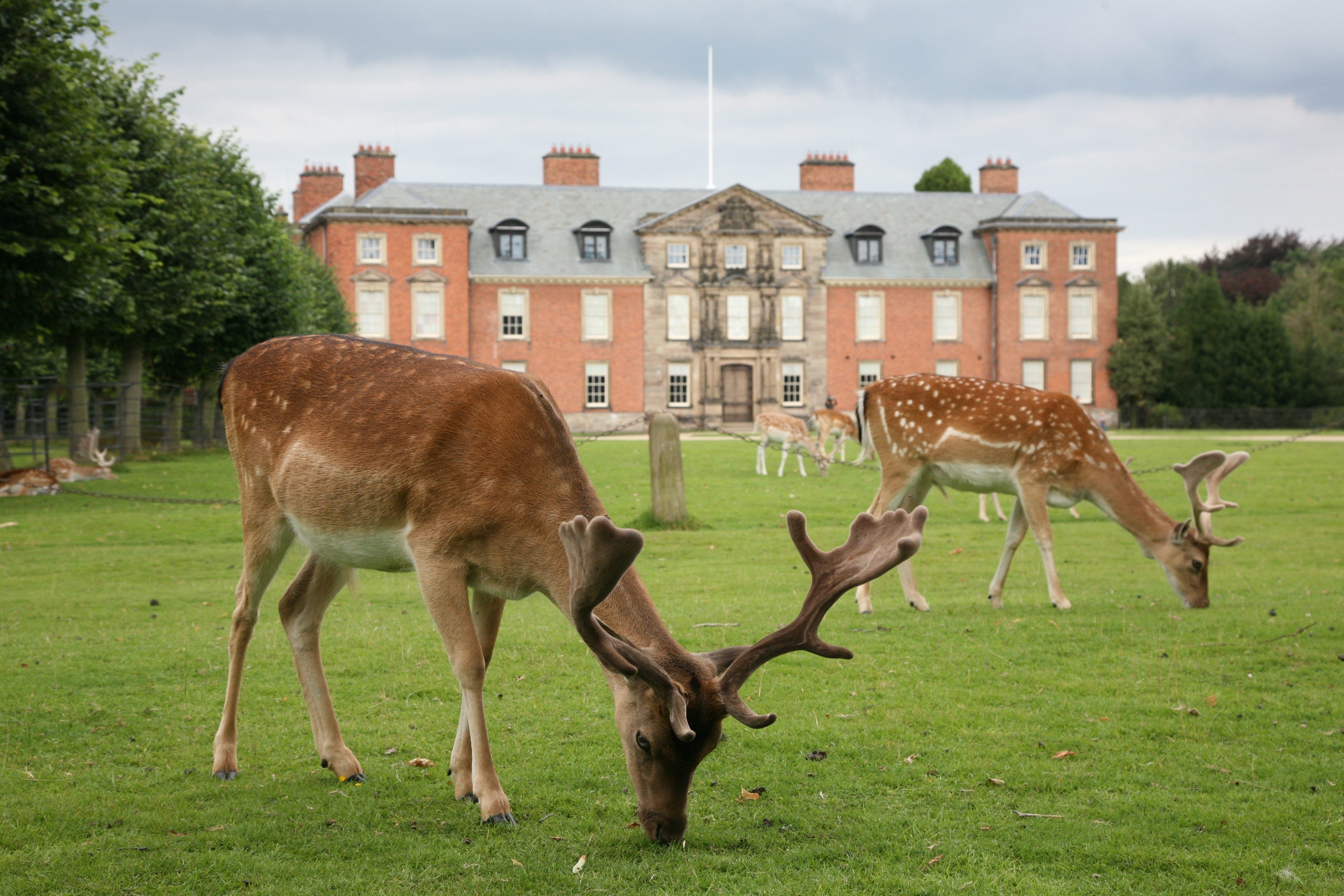
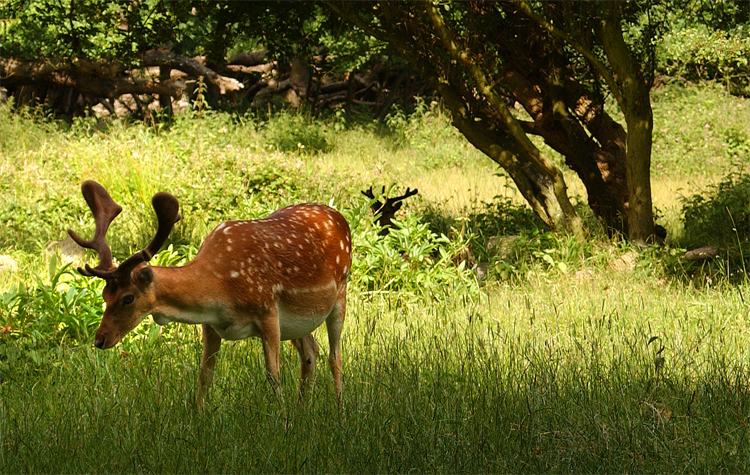
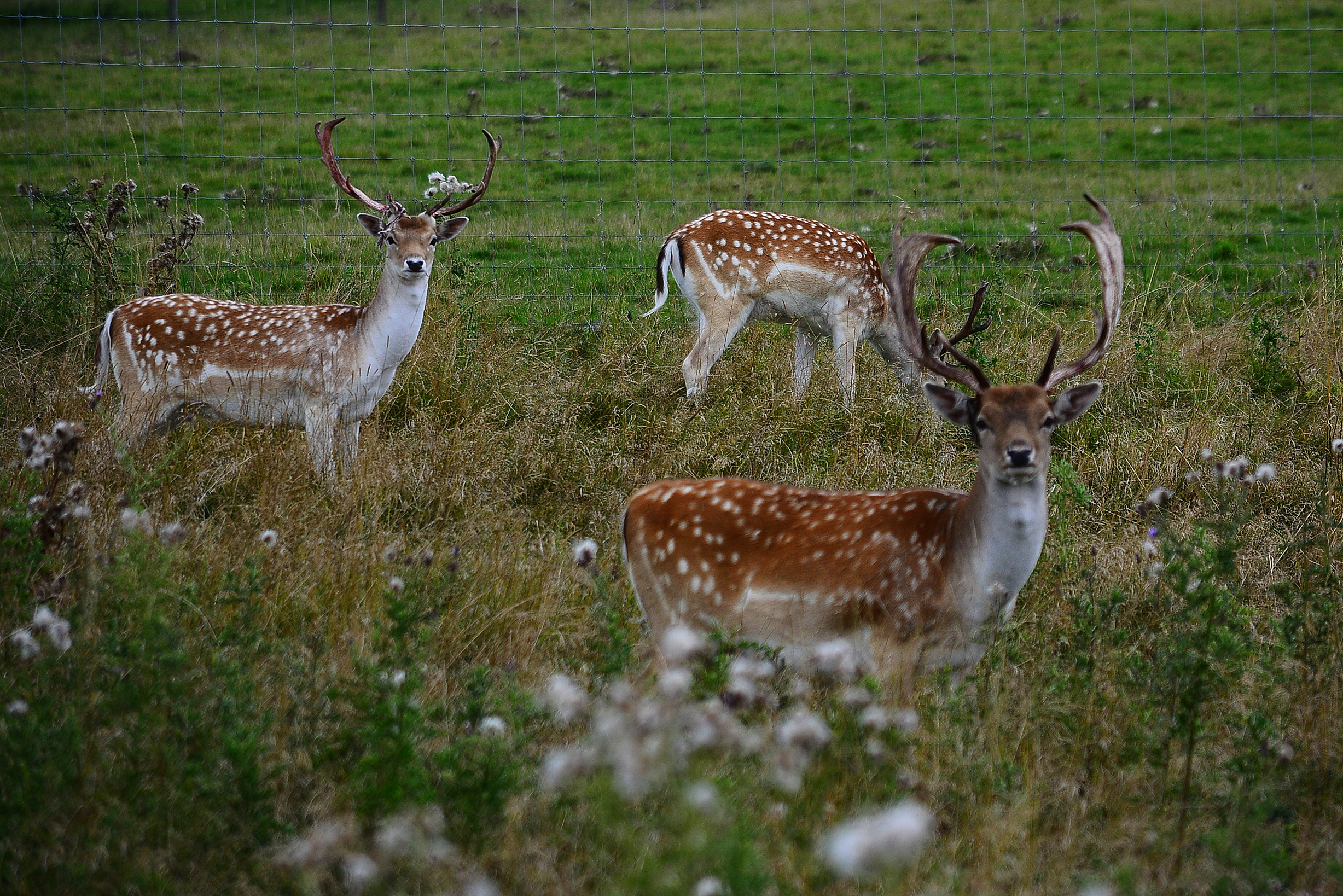
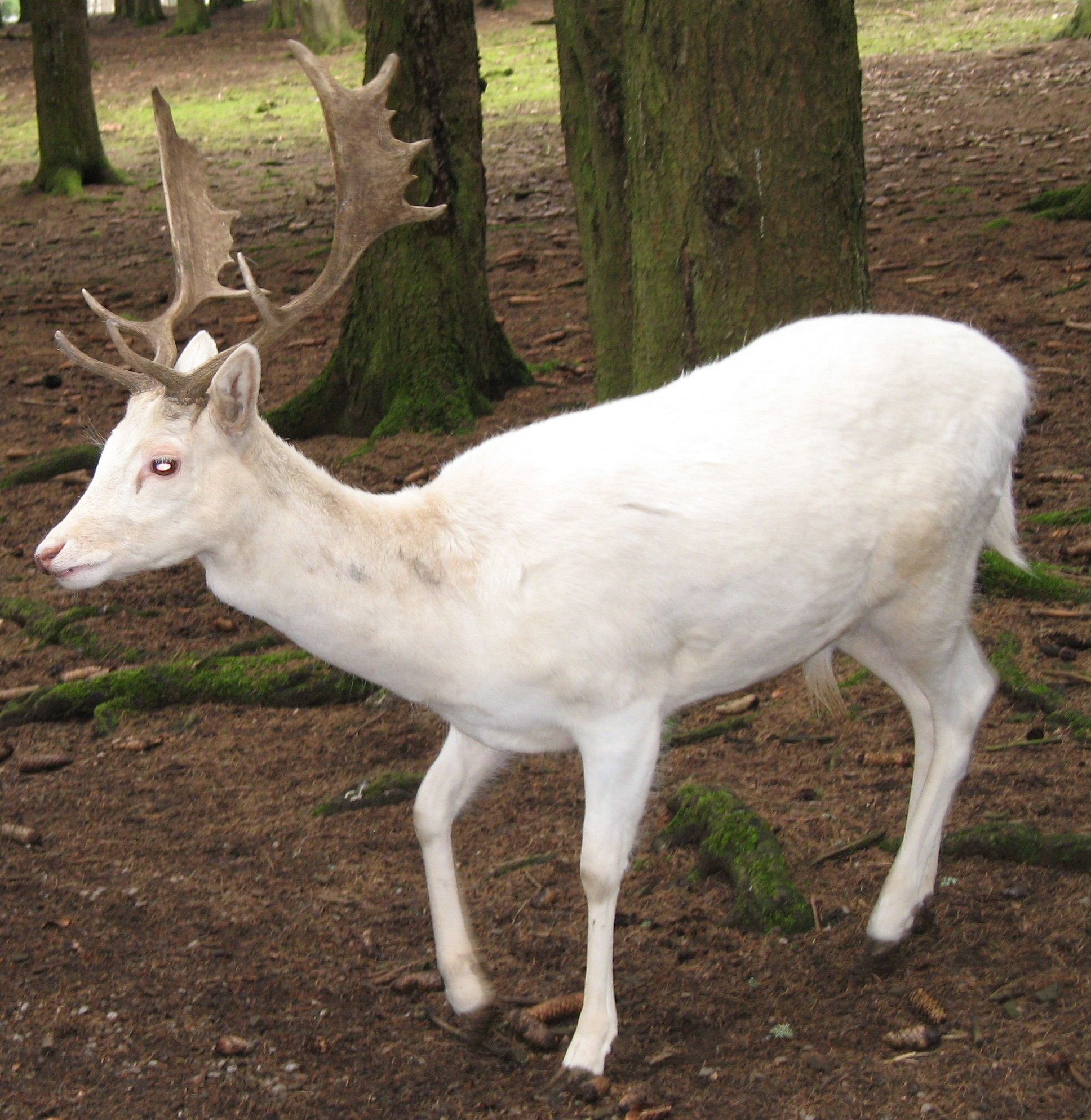
Лань-альбінос